# Jacek Winnicki
Jacek Winnicki (7 settembre 1967) è un allenatore di pallacanestro polacco.

## Carriera
Ha guidato la Polonia ai Campionati europei del 2015.

## Palmarès
- Campionato polacco: 3

Lotos Gdynia: 2008-2009, 2009-2010
Orzel Polkowice: 2012-2013
- Coppa di Polonia: 2

Lotos Gdynia: 2010
Orzel Polkowice: 2013
- Coppa di Turchia: 1

Fenerbahçe: 2015
- Coppa del Presidente: 1

Fenerbahçe: 2014
- Alpe Adria Cup: 1

Dąbrowa Górnicza: 2022-2023